# Jan Wellens de Cock

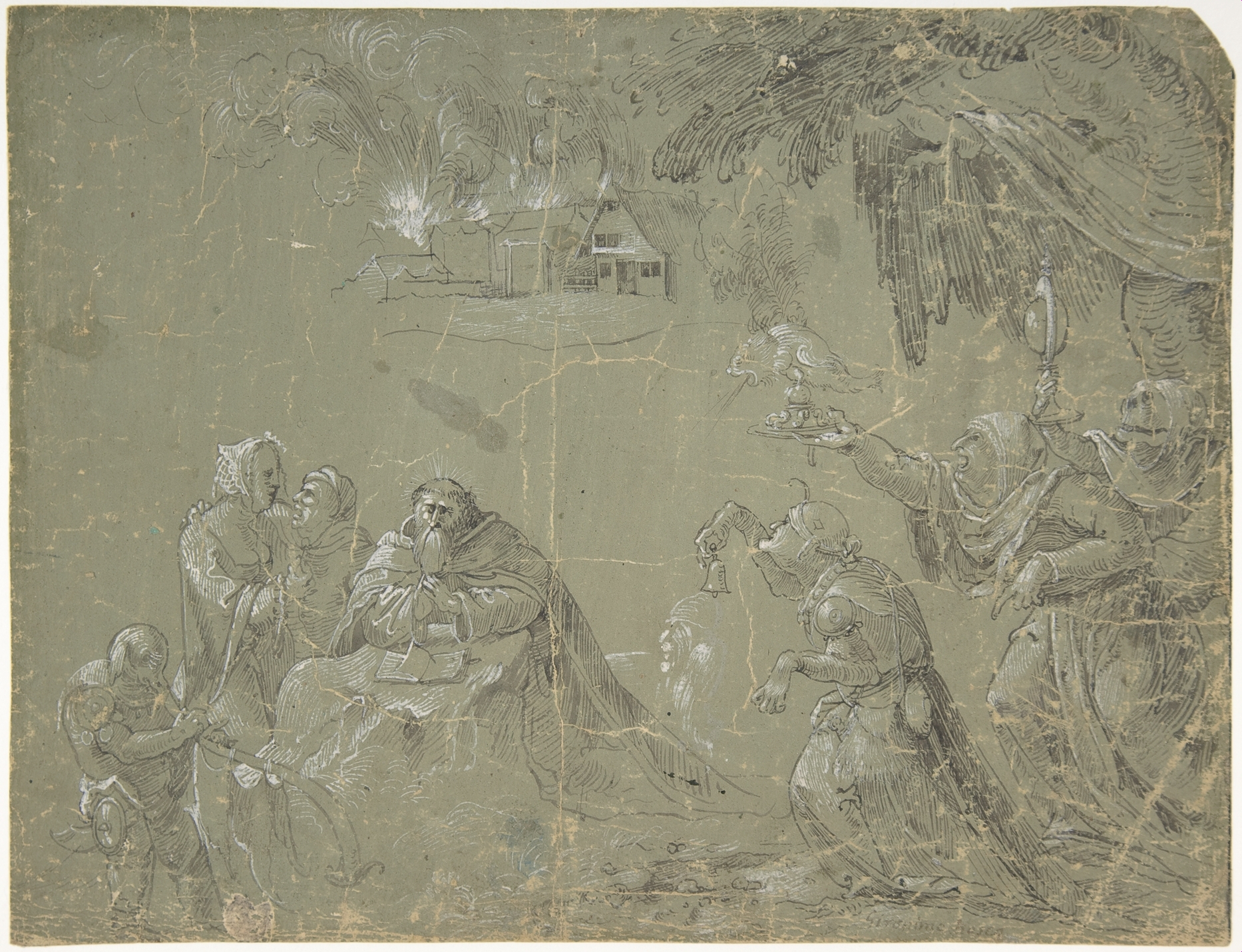
Die Versuchung des Heiligen Antonius, Zeichnung, um 1510/20

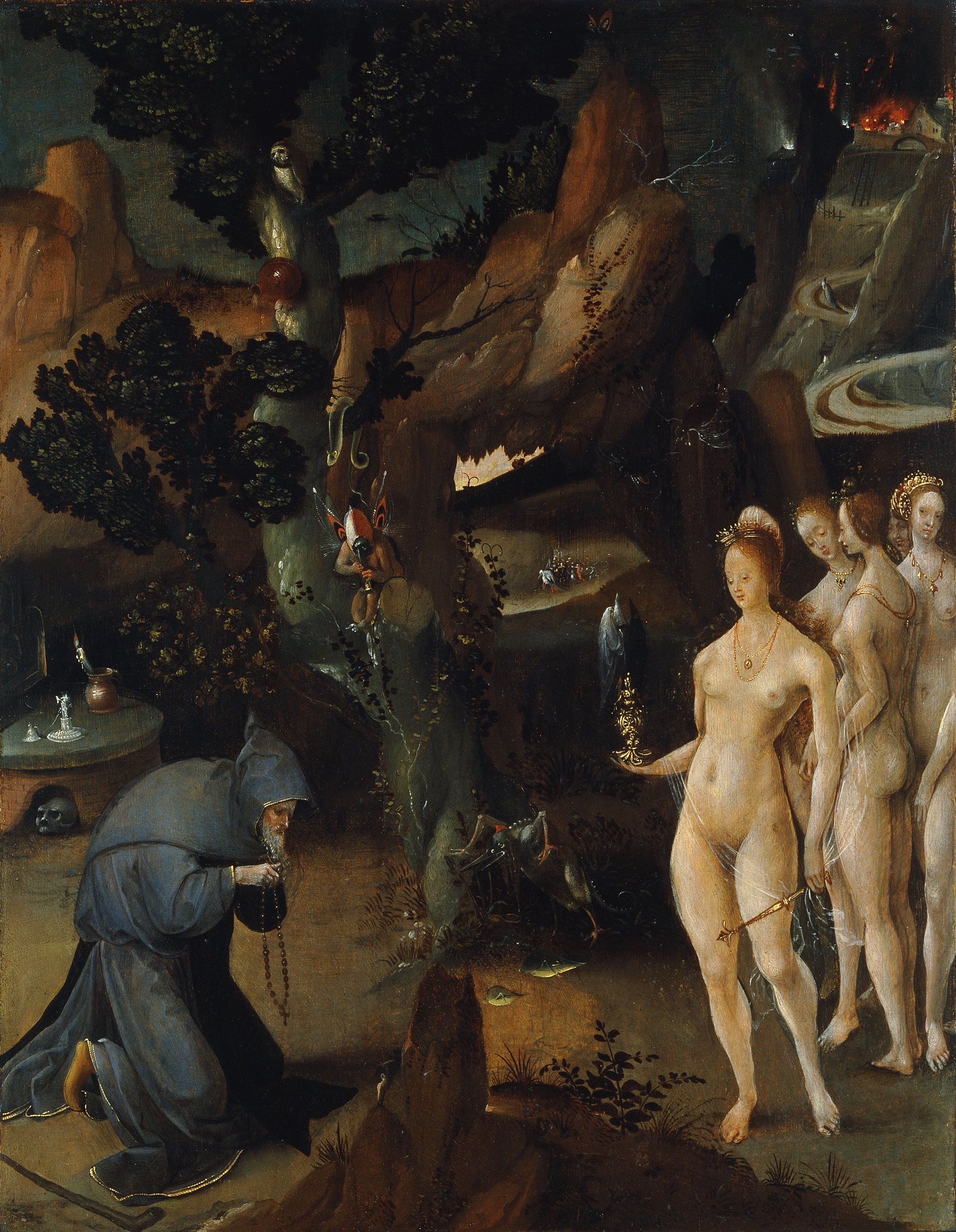
Die Versuchung des Heiligen Antonius, um 1520, Öl auf Leinwand, Museo Thyssen-Bornemisza

Jan Wellens de Cock (auch: Jan de Cock; * um 1475/80; † 1527/28 in Antwerpen) war ein flämischer Maler der Renaissance und wird dem nördlichen Manierismus zugeordnet. Seine Herkunft und Identität sind unklar, vielleicht ist er identisch mit einem Jan van Leyen, der sich im Jahre 1503 in Antwerpen niedergelassen hat.
Neuere Entdeckungen und eine Neubewertung der Verbindungen zwischen den Wellens de Cock zugeschriebenen Werken und denen zeitgenössischer Künstler aus Leiden in der Grafschaft Holland haben Kunsthistoriker dazu veranlasst, einen Großteil oder sogar alle ihm früher zugeschriebenen Werke einem oder mehreren anonymen, in Antwerpen oder Leiden tätigen Künstlern neu zuzuordnen, die mit dem Konventionsnamen Pseudo Jan Wellens de Cock oder Meister J. Kock bezeichnet werden. Kock oder anderen anonymen Künstlern, die angeblich in Leiden in der Werkstatt oder im unmittelbaren Umkreis von Cornelis Engebrechtsz gearbeitet haben sollen. Mit anderen Worten: Jan Wellens de Cock wurde zu einem Künstler ohne Werk.

## Leben und Werk
Über das Leben und den Werdegang des Künstlers ist wenig bekannt. Traditionell wurde der wahrscheinliche Geburtsort des Künstlers mit Leiden in der Grafschaft Holland identifiziert. Dies beruhte auf stilistischen Ähnlichkeiten der ihm zugeschriebenen Werke mit Gemälden von Cornelis Engebrechtsz, der in Leiden arbeitete. Da diese Werke dem Künstler nicht mehr zugeschrieben werden, gibt es keine Grundlage mehr für die vermutete Geburt oder Herkunft in Leiden. 1883 identifizierte Frans Jozef Peter van den Branden den in den Aufzeichnungen der Antwerpener St.-Lukas-Gilde mehrfach erwähnten Jan de Cock mit dem 1492 in den Antwerpener Schöffenregistern verzeichneten „Jan Wellens, alias Cock“.
Jan Wellens de Cock wird mit den Malern Pieter Huys (um 1519/20–1581/84), Herri met de Bles (um 1500/10 – nach 1555) und Jan Mandyn (um 1500/02–1559/60) einer Gruppe flämischer Maler in Antwerpen zugeordnet, die als Nachahmer von Hieronymus Bosch (um 1450/60–1516) die Tradition phantastischer Malerei fortführten und so einen nördlichen Manierismus (im Gegensatz zum italienischen Manierismus) begründeten. De Cock wurde 1506 Meister in der Lukasgilde Antwerpen und 1520 deren Dekan. Puyvelde billigt ihm lediglich ein einziges gesichertes Werk, eine Landschaft mit Heiligem Christophorus zu. Viele Zuschreibungen, besonders die Antoniusversuchungen, entbehren der sicheren Grundlage und werden in der Kunstgeschichte verschiedenen Malern zugeordnet, unter anderem Cornelis und Pieter Cornelisz. oder Aertgen van Leyden.
Die Söhne de Cocks, Hieronymus (um 1510–1570) und Matthys (um 1509–1548), übernehmen die Werkstatt und begründen in Antwerpen einen berühmten Kunstverlag mit Druckerei, wo u. a. auch die Zeichnungen und Stiche Pieter Brueghels (um 1525/30–1569) verbreitet werden.

## Graphik/Gemälde
- Der Heilige Christophorus (o. J.), Öl auf Holz, 33 × 46 cm, Deutschland, Privatsammlung
- Die Versuchung des Heiligen Antonius (1522), Holzschnitt, 260 × 380 mm, Zürich, Graphische Sammlung der ETH
- Die Versuchung des Heiligen Antonius (ca. 1510/20), Zeichnung, 19,3 × 25,2 cm, New York, Metropolitan Museum
- Die Geburt Christi (o. J.), Öl auf Holz, 62,4 × 46,5 cm, Zagreb, Strossmayerova Galerija
- Die Versuchung des Heiligen Antonius (ca. 1520), Öl auf Holz, 60 × 45,5 cm, Madrid, Museo Thyssen-Bornemisza